# Nataša Sukič

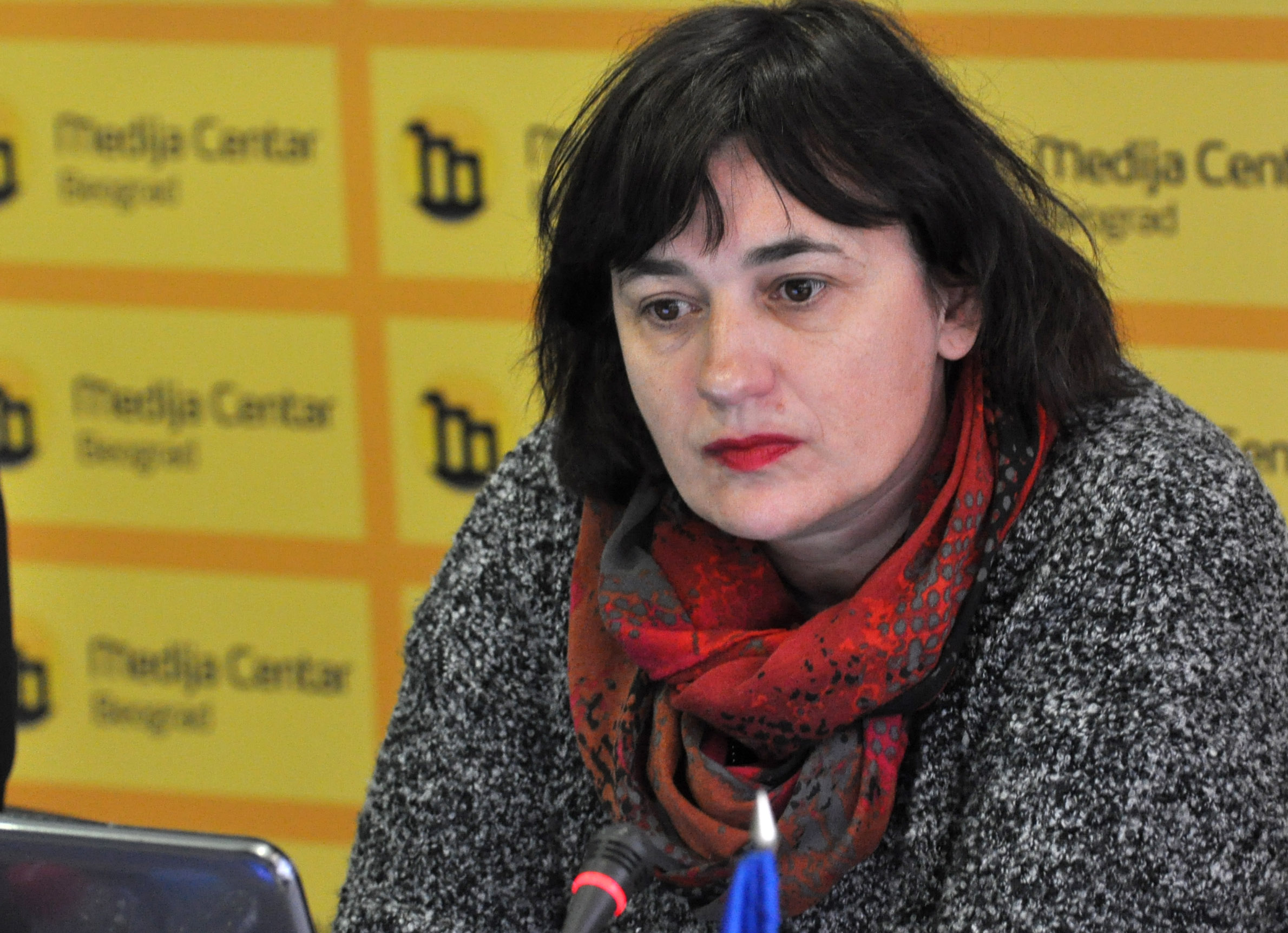
Nataša Sukič

Nataša Sukič (* 1. Juni 1962 in Ljubljana, FVRJ) ist eine slowenische Autorin, Politikerin und LGBT+-Aktivistin.

## Leben
Nach der Matura an einem Gymnasium in Maribor studierte Sukič Elektrotechnik an der Universität Ljubljana. Ihre beruflichen Tätigkeiten waren stets von ihrem Engagement für gesellschaftliche Randgruppen, aber auch für alternative Kultur und Kunst geprägt. Von 1997 bis 2001 war sie als Theater-Promotorin im Cankarjev dom tätig, von 2001 bis 2004 dann Direktorin des Zentrums für Information, Wirken und Entwicklung von NGOs sowie Generalsekretärin der Vereinigung slowenischer NGOs. Von 2014 bis 2018 war sie als Parteimitglied der Koalition Združena levica (heute Levica) im Stadtrat von Ljubljana. Seit 2018 ist sie die erste offen lesbische Abgeordnete der Slowenischen Nationalversammlung, seit 2022 ist sie deren Vizepräsidentin.
Gemeinsam mit Suzana Tratnik zählt sie zu den ersten lesbischen Aktivistinnen Sloweniens. 1987 war sie Mitbegründerin der lesbischen Gruppe LL innerhalb der feministischen Gruppe Lilit, die 1988 zur selbstständigen lesbischen Sektion LL des Studentischen Kulturzentrums ŠKUC wurde, der erste lesbische Verein Jugoslawiens und in ganz Osteuropa. Außerdem gilt Sukič als Initiatorin des Sammelbands lesbischer Literatur Vizibilija beim ŠKUC-Verlag und war von 1998 bis 2001 auch dessen Herausgeberin. Beim Radiosender Radio Študent war sie Ideengeberin und von 1998 bis 2015 Chefredakteurin der Sendung Lezbomanija zu Personen und Themen der LGBT+-Community. 1993 wirkte sie zudem bei der Errichtung des alternativen Viertels Metelkova in Ljubljana mit und gründete mit dem Monokel den ersten Lesbenklub in diesem Viertel. Seit den späten 1980er-Jahren legt sie unter dem Künstlernamen DJ Kamasutra auf und gilt als erste weibliche DJ Sloweniens. Aktuell ist sie Mitglied des Lesbian Quarter Festival Collective.

## Literarisches Werk
Nataša Sukič veröffentlichte bereits in den Neunzigerjahren Essays und Beiträge in verschiedenen Zeitschriften. Erst ein gutes Jahrzehnt später begann sie mit dem Schreiben von Kurzgeschichten. 2005 veröffentlichte sie ihre erste Sammlung Desperadosi in nomadi („Desperados und Nomaden“), 2008 folgte Otroci nočnih rož („Kinder der Nachtblumen“). 2010 erschien mit Molji živijo v prahu („Motten leben im Staub“) ihr erster Roman, diesem Genre sollte sie fortan treu bleiben.
Die zentralen Figuren in Sukičs Werken sind gesellschaftlich marginalisierte Personen am Rande des Abgrunds, u. a. Transsexuelle (Otroci nočnih rož) oder Teenager aus zerrütteten Familien, die ihre erste homosexuelle Liebe erleben (Bazen), womit sie auch Lesern außerhalb der LGBT+-Community einen Einblick in deren Welt gewähren möchte. Ihre Figuren sind in jeder Hinsicht ambivalent, oft dargestellt als verlorene Nomaden, die auf der Suche nach Geborgenheit in einer für sie düsteren Welt umherwandern. Zusätzlich betont sie diese Ambivalenz durch die fragmentarische Komposition ihrer Geschichten, bezeichnend für ihren Stil ist aber auch eine Form der Depersonalisierung, die sie durch das oftmalige Umschreiben von Personen anstelle der Verwendung eines Namens erreicht.
Ihre Werke brachten ihr bereits einige Nominierungen für wichtige nationale Literaturpreise sein. So war ihre Kurzgeschichtensammlung Otroci nočnih rož für den Fabula-Preis der Tageszeitung Dnevnik nominiert und ihre Romane Kino (2013) und Bazen (2017, „Das Schwimmbecken“) schafften es in die Top 10, der Roman Piknik (2015, dt. Picknick) sogar unter die Top 5 der Nominierten für den Kresnik-Preis.
Auszüge aus Otroci nočnih rož und ihrem Roman Piknik erschienen 2019 in englischer Übersetzung in der Sammlung Slovenian Lesbian Literature. Bisher ist keines ihrer Werke ins Deutsche übersetzt.

## Publikationen und Übersetzungen

### Prosa
- Desperadosi in nomadi. 2005. Ljubljana: Škuc.
- Otroci nočnih rož. 2008. Ljubljana: Škuc.
- Molji živijo v prahu. 2010. Ljubljana: Škuc.
- Kino. 2013. Maribor: Litera.
- Piknik. 2015. Ljubljana: Škuc.
- Bazen. 2017. Maribor: Litera.
- Amplituda. Remiksi in drugo. 2020. Ljubljana: Škuc.

### Dramen
- Slepi tir. Kratka radijska igra. 2011. In: Literatura, Vol. 23/237, S. 103–114.